# Ефимов, Семён Вячеславович
Семён Вячеславович Ефимов (род. 14 октября 1996 года) — российский горнолыжник, чемпион зимней Универсиады 2019 года в слаломе, бронзовый призёр зимней Универсиады 2017 года, чемпион России 2019 года в слаломе, обладатель Кубка России сезона 2015/16. Мастер спорта Международного класса России.

## Карьера
На внутренних соревнованиях представляет Московскую область. Тренируется у Дмитрия Викторовича Приходченко в ДЮСШ «Воробьёвы горы» г. Москвы.
На уровне Кубка России впервые одержал победу 2 декабря 2014 года в слаломе на этапе в Миассе, до того на этапах Кубка страны не попадал даже в топ-10. В сезонах 2014/15 и 2015/16 неоднократно был призёром этапов. По итогам сезона 2015/16 стал победителем Кубка России в общем зачёте, набрав 930 очков. На чемпионате России 2016 года занимал пятые места в слаломе и слаломе-гиганте.
Бронзовый призёр зимней Универсиады 2017 года в супергиганте. Бронзовый призер чемпионата мира среди юниоров 2017 года (Оре, Швеция) в слаломе. На чемпионате мира 2017 года в Санкт-Морице выступал в слаломе и гигантском слаломе, но не финишировал во вторых попытках.
В Кубке мира дебютировал 18 ноября 2018 года в финском Леви, где не сумел пробиться во вторую попытку в слаломе.
5 февраля 2019 года занял 11-е место в слаломе на этапе Кубка Европы в швейцарском Гштаде, отстав на 1,16 сек от победителя.
В марте 2019 года выиграл золото в слаломе на зимней Универсиаде в Красноярске. В конце марта 2019 года впервые стал чемпионом России, победив в слаломе в Елизово.
На чемпионате мира 2021 года в Кортине-д’Ампеццо занял 16-е место в слаломе, проиграв чемпиону 3,82 сек.